# Nicolás Basile
Pour les articles homonymes, voir Basile.
Pas d'image ? Cliquez ici

a Compétitions nationales et continentales officielles uniquement.

Dernière mise à jour le 24 avril 2021.
Nicolás Basile, né le 21 janvier 1987, est un joueur argentin de rugby à XV évoluant au poste de pilier.